# Anne Gilbert de La Val
 Anne Gilbert de La Val  est un général français de la Révolution et de l’Empire, né le 9 novembre 1762 à Riom en Auvergne et mort le 6 septembre 1810 à Mora de Rubielos en Espagne. Comme beaucoup d'officiers, il connaît un avancement rapide pendant la période révolutionnaire. Commandant une demi-brigade à partir de 1794, il participe à plusieurs batailles de la campagne de 1796 en Allemagne. Il est promu général de brigade en 1799 et sert à Zurich, Stockach et Moesskirch. 
Après avoir exercé divers commandements secondaires, Laval est placé à la tête d'une brigade prenant part à l'invasion de l'Espagne en 1808 et est élevé au grade de général de division l'année suivante. Sous les ordres de Louis-Gabriel Suchet, il commande une division avec laquelle il prend part aux batailles d'Alcañiz et de Belchite. Il est anobli en juin 1810, peu de temps avant sa mort due à la maladie. Son nom est gravé sous l'arc de triomphe de l'Étoile à Paris.

## Biographie

### Carrière militaire sous l'Ancien Régime et la Révolution
Anne Gilbert de La Val naît le 9 novembre 1762 à Riom, dans la province d'Auvergne. Il entre en service le 10 janvier 1781 comme cadet gentilhomme et devient sous-lieutenant le 14 avril 1782. Il passe ensuite lieutenant en second le 28 août 1787 et capitaine le 15 septembre 1791. Il est nommé lieutenant-colonel au 55e régiment d’infanterie le 2 juin 1792 avant d'être suspendu le 5 janvier 1794. Réintégré le 4 février 1795, puis le 4 juillet 1795, il prend le commandement de la 103e demi-brigade de première formation qui devient, le 16 février 1796, la 100e demi-brigade de deuxième formation. En juin de la même année, la 100e demi-brigade fait partie de la division du général Guillaume Philibert Duhesme, composée de 7 438 fantassins et 895 cavaliers, elle-même intégrée à l'aile gauche de l'armée de Rhin-et-Moselle sous le commandement du général Laurent de Gouvion-Saint-Cyr. À la tête de son unité, Laval participe à un combat victorieux contre les Impériaux à Renchen le 28 juin. Au cours de l'avancée des troupes françaises en Allemagne du Sud, il est également présent aux batailles d'Ettlingen le 9 juillet 1796, de Neresheim le 11 août et de Friedberg le 24 août. Après la retraite de l'armée de Rhin-et-Moselle, la 100e demi-brigade sert durant le siège de Kehl, du 10 novembre 1796 au 9 janvier 1797, ainsi qu'au combat de Diersheim le 21 avril suivant. 
Le 4 juin 1799, la 100e demi-brigade combat avec la 4e division lors de la première bataille de Zurich et Laval est promu général de brigade moins d'une semaine plus tard, le 10 juin. Il est alors affecté à la 3e division du général Jean-de-Dieu Soult le 28 août et prend part à la deuxième bataille de Zurich les 25 et 26 septembre. Au cours de l'engagement, les 11 000 soldats de Soult franchissent la Linth et surprennent 13 000 hommes de l'armée austro-russe qui sont mis en déroute. Ce succès a pour conséquence la mort du commandant en chef autrichien Friedrich von Hotze et permet aux Français de couper la ligne de retraite d'Alexandre Souvorov. Sous le commandement du général Honoré Théodore Maxime Gazan, la 3e division participe aux manœuvres visant à encercler l'armée de Souvorov dans les Alpes. Du 30 septembre au 5 octobre, des affrontements ont lieu au lac du Klöntal, à Muotathal, à Näfels et à Schwanden. Six indique que Laval est affecté le 3 octobre à la 4e division de Gazan.

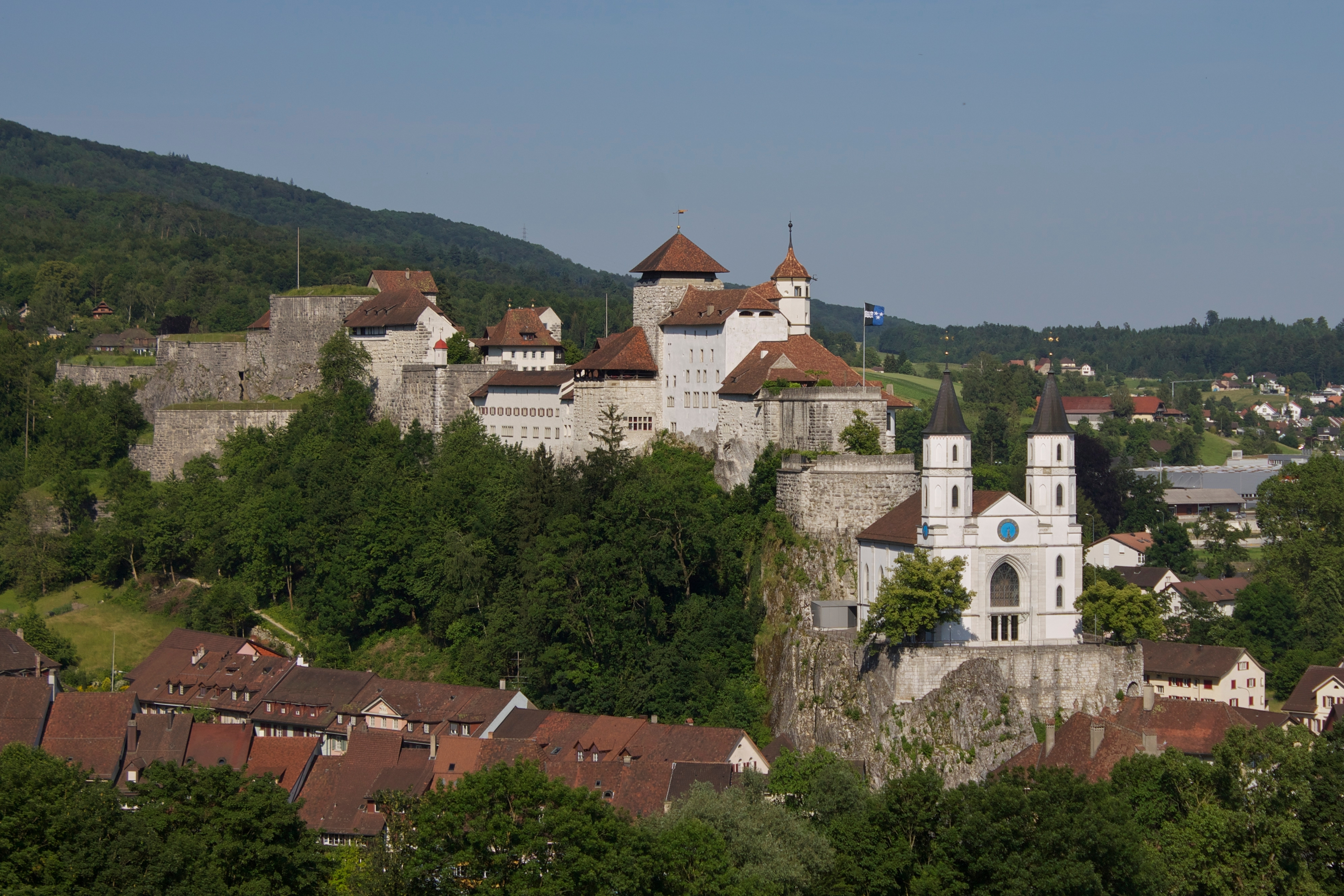
Le château d'Aarbourg, dont Laval s'empare le 25 juin 1799.

Transféré à l'armée du Rhin au début de l'année 1800, Laval commande provisoirement la 3e division de cette armée à partir du 21 mars. Il sert ensuite sous les ordres du général Dominique René Vandamme dont la division, attachée à l'aile gauche dirigée par le général Claude Jacques Lecourbe, est formée de la 1re demi-brigade d'infanterie légère et des 36e, 83e et 94e demi-brigades d'infanterie de ligne ainsi que du 8e régiment de hussards. Le 1er mai 1800, Vandamme contraint la forteresse de Hohentwiel à capituler et ses troupes sont engagées deux jours plus tard à la bataille de Stockach, puis à celle de Moesskirch le 5 mai ; le 23 de ce mois, Laval est placé au commandement d'une brigade de la division Gudin. Après avoir servi à la bataille d'Höchstädt, il s'empare du château d'Aarbourg le 25 juin et contribue à la prise de Feldkirch le 11 juillet. Ayant manqué la bataille de Hohenlinden le 3 décembre, il prend part à la poursuite de l'armée impériale en déroute. Le 14 décembre, à Salzbourg, l'arrière-garde autrichienne parvient à repousser des troupes françaises appartenant au corps de Lecourbe, parmi lesquelles la division Gudin. Envoyé à l'armée expéditionnaire de Brest le 28 juillet 1801, il devient commandant de la 10e division militaire de Toulouse le 23 septembre suivant puis des côtes de la Méditerranée de la frontière d'Espagne jusqu'au Rhône le 3 juillet 1804.

### Général de l'Empire
Laval commande par intérim la division militaire de Lyon à partir du 16 mai 1805 avant d'être affecté à la division Lagrange du VIIIe corps de la Grande Armée le 22 septembre 1806. Il occupe à ce titre la ville d'Hanau le 1er novembre et prend le commandement du Mecklembourg à la fin de l'année 1806. Le 3 novembre 1807, il est attaché au 2e corps d'observation de la Gironde au sein de la division du général Vedel et, à partir du 13 mars 1808, dirige temporairement la 3e division du corps de Dupont après la mort du général Jean-Pierre Firmin Malher. 
À cette époque, Napoléon a pris la décision de s'emparer de l'Espagne par la force et de déposer le roi Charles IV. Sous divers prétextes, l'Empereur dirige 70 000 soldats dans la péninsule Ibérique et, en février 1808, ceux-ci prennent le contrôle d'un certain nombre de points stratégiques. Le 2 mai 1808, la population de Madrid se soulève contre les occupants français, ce qui marque le début de la guerre d'indépendance espagnole. Le 9 mai, Laval prend la tête de la 1re brigade de la division commandée par le général Bernard Georges François Frère, la seconde brigade étant sous les ordres de Claude Rostollan. La division Frère est constituée à cette époque du 15e régiment d'infanterie légère (1 160 hommes), de la 2e légion de réserve (2 870 hommes) et du 1er bataillon du 2e régiment d'infanterie suisse (1 174 hommes). Initialement stationnée à Madrid, la division Frère est détachée du corps principal afin de rétablir les communications avec les troupes du maréchal Moncey, en retraite après leur échec devant Valence, et n'est donc pas présente lors de la capitulation de Bailén. Les colonnes de Frère et de Moncey font leur jonction le 8 juillet 1808 et se replient sur Madrid. Nommé le 8 novembre commandant de la 1re brigade de la division Grandjean, servant au corps de Moncey, Laval participe au second siège de Saragosse en février 1809. 

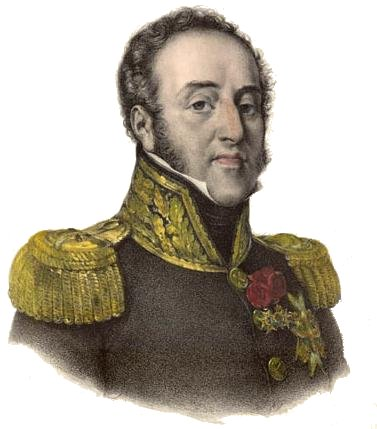
Le général Louis-Gabriel Suchet, commandant en chef du IIIe corps de l'armée d'Espagne.

Au mois de mai, le IIIe corps de l'armée d'Espagne reçoit un nouveau général en chef, Louis-Gabriel Suchet. À cette période, Laval assume le commandement de la 1re division forte de 4 000 soldats en huit bataillons. La 2e division est commandée par le général Louis François Félix Musnier et la cavalerie par le général Pierre Wathier. Au total, le corps n'aligne que 11 000 soldats. Après la prise de Saragosse, les Français occupent facilement le sud de l'Aragon. La guerre menaçant d'éclater avec l'Autriche, Napoléon retire la moitié des troupes présentes en Aragon, affaiblissant sérieusement la position française dans ce secteur. La guérilla espagnole s'agite de nouveau, obligeant ses adversaires à évacuer certaines zones, tandis qu'une armée espagnole commandée par le général Joaquín Blake y Joyes fait son apparition avec l'intention de reconquérir la province.   
Prenant l'offensive, Suchet attaque l'armée espagnole lors de la bataille d'Alcañiz le 23 mai 1809. L'armée française déploie 7 292 fantassins en quatorze bataillons, 526 cavaliers en six escadrons et 18 pièces d'artillerie. De son côté, Blake peut compter sur 8 101 fantassins, 445 cavaliers et 19 canons. La 1re division de Laval se compose à ce moment du 14e régiment d'infanterie de ligne et du 3e régiment polonais de la Vistule, à deux bataillons chacun. Blake dispose ses troupes sur trois collines situées en avant de la ville d'Alcañiz. Laval tente une première attaque sur l'aile droite espagnole mais il est repoussé. Suchet ordonne alors à Musnier de briser le centre de la ligne espagnole. Musnier part à l'assaut avec une colonne de cinq bataillons d'infanterie mais, malmenés par le feu des canons et par la mousqueterie des défenseurs, les fantassins franco-polonais se débandent. Suchet, blessé au cours de l'action, fait sonner la retraite. À l'issue du combat, le IIIe corps compte 800 tués ou blessés alors que Blake n'a perdu que 300 hommes. Suchet est contraint d'abandonner une grande partie de l'Aragon tandis que Blake reçoit le renfort de 25 000 nouvelles recrues ; heureusement pour les Français, il n'y a pas assez de mousquets pour équiper tout le monde.  

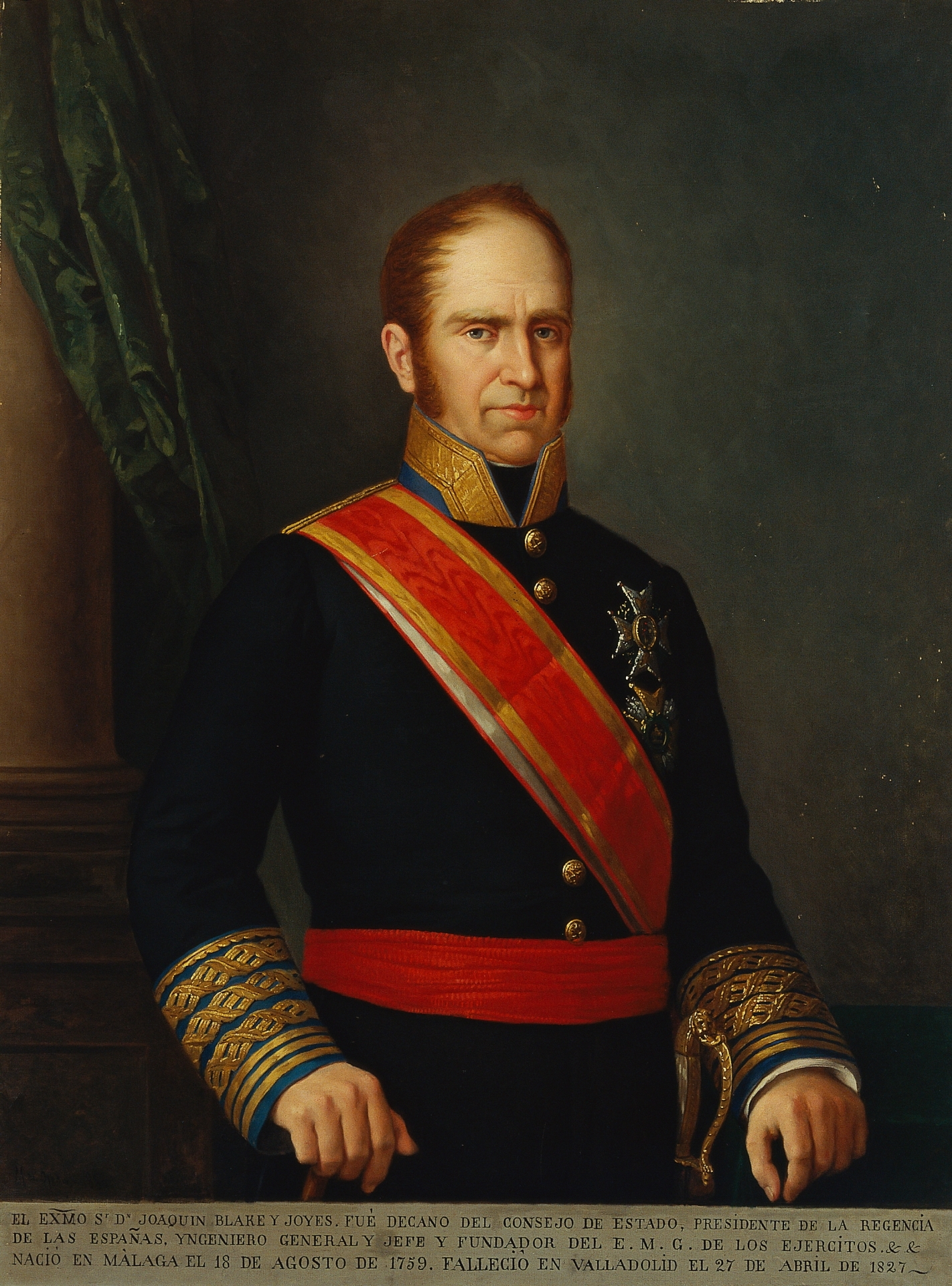
Le général Joaquín Blake y Joyes, commandant en chef de l'armée espagnole.

Après sa victoire, Blake marche sur Saragosse. Il divise ses 20 000 hommes en trois divisions et avance le long de la rivière Huerva. La division de Juan Carlos de Aréizaga progresse sur la rive droite pendant que les deux autres divisions, commandées directement par Blake, cheminent par la rive gauche. Détachant Laval avec une brigade de 2 000 hommes pour contenir Aréizaga, Suchet oppose à Blake la division Musnier et la brigade du général Pierre Joseph Habert. Le 15 juin, au cours de la bataille de María, Suchet défait Blake et le force à battre en retraite. L'armée espagnole n'est pas détruite mais perd tout de même 16 de ses 25 canons. Les troupes franco-polonaises déplorent 700 à 800 tués ou blessés sur un effectif total de 10 000 fantassins, 800 cavaliers et 12 canons. Les Espagnols dénombrent pour leur part 1 000 tués, 3 à 4 000 blessés et plusieurs centaines de prisonniers sur un effectif total de 14 000 fantassins et 1 000 cavaliers. La brigade Habert, qui fait partie de la division Laval, est formée du 14e de ligne et du 3e régiment polonais de la Vistule. Le lendemain, Suchet essaye de contraindre ses adversaires à livrer bataille à Botorrita, mais Blake parvient à se dérober. 
Le 18 juin, Blake prend finalement position à côté du village de Belchite. Suchet entame les hostilités en attaquant les Espagnols par leur flancs. À gauche, la division Musnier progresse et refoule les troupes adverses, tandis que le général Habert s'en prend à l'aile droite. C'est alors qu'un coup de canon français fait sauter une partie des stocks de munitions espagnols, ce qui précipite la déroute de l'armée de Blake. Victorieux, Suchet charge Musnier d'observer les mouvements de Blake tandis que lui-même retourne à Saragosse avec Laval afin de rétablir l'ordre. Les pertes espagnoles se montent à 2 000 hommes et 9 canons alors que celles des Français ne dépassent pas 200 tués ou blessés. En plus des unités composant la brigade Habert, Laval a à sa disposition le 44e régiment d'infanterie de ligne. 
Laval passe les mois suivants à pacifier le nord de l'Aragon. Dans les derniers jours d'août, il s'empare avec 3 000 hommes du monastère Saint-Jean de la Peña près de Jaca. Le colonel espagnol Renovales se replie mais se retrouve coincé entre les troupes du IIIe corps et des détachements de gardes nationaux français. Renovales négocie sa reddition et obtient un sauf-conduit vers la Catalogne où il continue la lutte contre l'occupant. Toutefois, l'Aragon reste relativement calme de septembre à octobre. Le 20 septembre, Laval est élevé au grade de général de division, fonction qu'il exerce en pratique depuis le 1er avril. Au mois de décembre, ses soldats arrivent dans les environs de Teruel et contraignent la junte d'Aragon à prendre la fuite. En janvier 1810, le IIIe corps, fort de 23 140 hommes, est organisé en trois divisions d'infanterie sous les ordres des généraux Laval, Musnier et Habert ainsi que d'une brigade de cavalerie commandée par le général André Joseph Boussart. La 1re division de Laval compte 4 290 hommes en six bataillons ; elle comprend le 2e régiment polonais de la Vistule et les 14e et 44e de ligne, à deux bataillons chacun. Le 3e régiment polonais de la Vistule est intégré nominalement à la division mais est détaché ailleurs. À cette période, Laval a son quartier-général à Mont-ral.
Alors que les objectifs de Suchet sont d'assiéger en priorité Mequinenza et Lérida, le roi Joseph Bonaparte insiste pour qu'il marche d'abord sur Valence. Le commandant en chef du IIIe corps obtempère et atteint la ville le 6 mars. Sa colonne principale se compose de la division Laval et d'une partie de celle de Musnier, pour un total de 8 000 hommes. Ces troupes quittent Teruel et font peu après leur jonction avec la division Habert. Cependant, constatant la détermination des défenseurs valenciens et manquant d'artillerie lourde pour mener un siège en règle, Suchet se replie quatre jours plus tard. Pendant son absence, la guérilla est devenue très active dans la province ; près de Teruel, 300 soldats français et quatre pièces d'artillerie sont ainsi tombés aux mains des partisans. À peine rentré de son expédition, Suchet décide d'assiéger Lérida qui capitule au mois de mai 1810. Chargé de défendre l'Aragon, Laval ne participe pas à ce siège, ni à celui de Mequinenza au mois de juin. Il est créé baron de l'Empire le 14 juin 1810.   
À la suite de la prise de Lérida, Napoléon ordonne à Suchet de pousser son avantage en s'emparant de Tortosa, en coopération avec le maréchal Étienne Macdonald qui vient de recevoir le commandement de l'armée de Catalogne. Au mois de juillet, Suchet envoie un contingent à proximité de Tortosa tout en continuant de rassembler du matériel de siège à Mequinenza. Début août, une colonne de 2 500 soldats espagnols menée par Enrique José O'Donnell arrive à Tortosa. Le 3, O'Donnell fait une sortie et attaque la division Laval placée en observation devant la ville. Les assaillants franchissent la première ligne de défense mais ne parviennent pas à battre les Français et doivent se replier. O'Donnell retourne alors à Tarragone. Quelque temps plus tard, Suchet disperse l'armée de Valence qui menace de perturber le bon déroulement du siège de Tortose et, à la mi-août, Macdonald est enfin en mesure d'aider Suchet avec 16 000 soldats. Le général Laval meurt de fièvre le 6 septembre 1810 à Mora de Rubielos, et est remplacé au commandement de la 1re division par le général Jean Isidore Harispe. Le maréchal Suchet déclare à son sujet : « il laissait une réputation de courage et de probité, qui honore sa mémoire ».

## Distinctions
Il fait partie des 660 personnalités à avoir son nom gravé sous l'arc de triomphe de l'Étoile.